# Bādli
Bādli är en ort i Indien.   Den ligger i delstaten Haryana, i den norra delen av landet, 40 km väster om huvudstaden New Delhi. Bādli ligger 223 meter över havet och antalet invånare är 16 200.
Terrängen runt Bādli är mycket platt. Runt Bādli är det mycket tätbefolkat, med 3 022 invånare per kvadratkilometer. Närmaste större samhälle är Bahadurgarh, 18,1 km nordost om Bādli. Trakten runt Bādli består till största delen av jordbruksmark.